# Macrohomotoma sinica
Macrohomotoma sinica är en insektsart som beskrevs av Yang och Li 1984. Macrohomotoma sinica ingår i släktet Macrohomotoma och familjen Homotomidae. Inga underarter finns listade i Catalogue of Life.